# اسکار دیرلوانگر
اسکار دیرلوانگر (انگلیسی: Oskar Dirlewanger؛ زاده ۲۶ سپتامبر ۱۸۹۵ درگذشته ۷ ژوئن ۱۹۴۵) یک فرد نظامی اهل آلمان در دوره رایش سوم و فرمانده لشکر سی و ششم وافن اس‌اس بود. دیرلوانگر در ۱ ژوئن ۱۹۴۵ در نزدیکی شهر التشهاوزن در سوابیا بالا دستگیر شد. به طور کلی به احتمال زیاد او در Altshausen درگذشت.